# Bornemisza Kata
Bornemisza Kata (borosjenői) (? – Szászcsanád, 1685 februárja) 

## Élete
Bornemisza Annának, I. Apafi Mihály erdélyi fejedelem feleségének húga volt. Első férje Bethlen Mihály, a második borsai Nagy Pál, a harmadik losonci Bánffy Dénes volt, akivel cselszövés miatt Bethlen várában fogságot szenvedett; férjét, Bánffy Dénest kivégezték, ő pedig szabadon bocsátása után Bonchidára vonult. Fia Bánffy György, az osztrák uralom alá került Erdély első főkormányzója.

## Munkái
Levelét 1674. dec. 23. a Családi Lapokban (1856) Vass József jegyzetekkel közölte. Ezen levél a véres epizódot kibővítve fölvilágosítja. Egy másik levelét (1678. jún. 1.) Deák Farkas közli M. Hölgyek Levelei c. munkájában. Több levele található a Teleki Mihály levelezése, 1656–1679 (Budapest, 1905) című, Gergely Samu szerkesztésében megjelent kötetben. 